# Batocera inconspicua
Batocera inconspicua là một loài bọ cánh cứng trong họ Cerambycidae.